# Адміністративний устрій Казанківського району
Адміністративний устрій Казанківського району — адміністративно-територіальний поділ Казанківського району Миколаївської області на 1 селищну, 1 сільську громади та 7 сільських рад, які об'єднують 71 населений пункт та підпорядковані Казанківській районній раді. Адміністративний центр — смт Казанка.

## Список громадКазанківського району
- Володимирівська сільська громада
- Казанківська селищна громада

## Список радКазанківського району
| № | Назва                            | Центр                | Населені пункти                                                                                        | Площа км² | Місце за площею | Населення (2001), чол. | Місце за населенням | Розташування |
| - | -------------------------------- | -------------------- | --- | --------- | --------------- | ---------------------- | ------------------- | ------------ |
| 1 | Веселобалківська сільська рада   | с. Весела Балка      | с. Весела Балка с-ще Казанка с. Любомирівка с. Новоолександрівка с. Пищевиця                           |           |                 |                        |                     |              |
| 2 | Каширівська сільська рада        | c. Каширівка         | c. Каширівка с. Великофедорівка с-ще Висунь с. Малофедорівка с. Неудачне с. Новоскелюватка с. Слобідка |           |                 |                        |                     |              |
| 3 | Миколо-Гулаківська сільська рада | c. Миколо-Гулак      | c. Миколо-Гулак с. Вербове с. Тарасівка с. Тернове с. Утішне                                           |           |                 |                        |                     |              |
| 4 | Новолазарівська сільська рада    | c. Новолазарівка     | c. Новолазарівка с-ще Копані с. Покровка                                                               |           |                 |                        |                     |              |
| 5 | Новофедорівська сільська рада    | c. Новофедорівка     | c. Новофедорівка с. Жовтень с. Новогригорівка с. Троянка с-ще Утішне                                   |           |                 |                        |                     |              |
| 6 | Скобелевська сільська рада       | c. Скобелеве         | c. Скобелеве с. Веселий Кут с. Воля с. Ропове с. Суходілля                                             |           |                 |                        |                     |              |
| 7 | Червонознам'янська сільська рада | c. Червона Знам'янка | c. Червона Знам'янка с. Новочудневе с. Панасівка                                                       |           |                 |                        |                     |              |

* Примітки: м. — місто, с-ще — селище, смт — селище міського типу, с. — село